# Elpida Memory

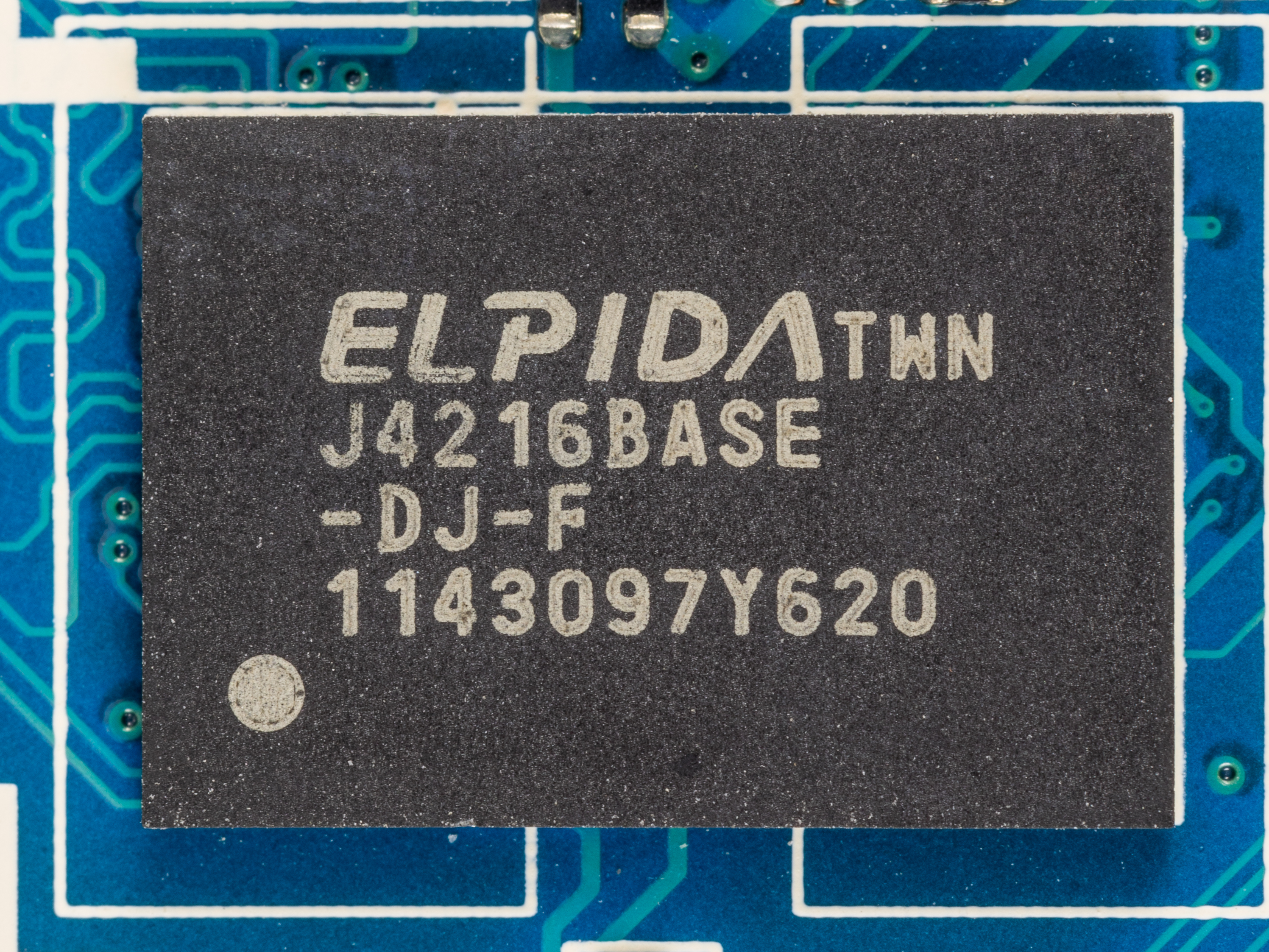
4 GBit DDR2-SDRAM von Elpida

Elpida Memory, Inc. war einer der weltweit größten Hersteller von DRAM-Bausteinen und -Modulen.

## Geschichte
Elpida wurde am 20. Dezember 1999 als NEC Hitachi Memory, Inc. gegründet. Im Mai 2000 erfolgte die Umbenennung in Elpida Memory, Inc. 2003 übernahm Elpida die DRAM-Sparte der Mitsubishi Electric Corporation. Ab November 2004 war Elpida an der Tokyo Stock Exchange gelistet.
Am 27. Februar 2012 stellte die Elpida Memory, Inc. einen Insolvenzantrag. Ab dem 28. März 2012 wurde die Elpida-Aktie an der Tokyo Stock Exchange nicht mehr gelistet.
Am 6. Mai 2012 kündigte Micron Technology an, dass sie Elpida Memory für 200 Milliarden Yen übernehmen werde. Die Übernahme wurde im Juli 2013 abgeschlossen. Zum 28. Februar 2014 wurde der Name des Unternehmens in „Micron Memory Japan“ geändert.